# Зернин, Сергей Матвеевич
Сергей Матвеевич Зернин (30 октября 1912, Вознесенка, Уфимская губерния — 18 января 1989, Крыжановка, Челябинская область) — участник Великой Отечественной войны, Командир орудия 227-го артиллерийского полка (70-я стрелковая дивизия, 43-я армия, 3-й Белорусский фронт), сержант. Герой Советского Союза.

## Биография
Родился 30 октября 1912 года в селе Вознесенка (ныне — в Кусинском районе Челябинской области) в семье крестьянина. Русский.
Окончил четыре класса сельской школы.
Работал трактористом в Уйском совхозе. С середины 1930-х годов жил в деревне Крыжановка, где работал трактористом и комбайнёром в колхозе «Первое мая» Ларинского сельсовета Уйского района (до 1932 года). В 1932—1935 годах работал на Златоустовском машиностроительном заводе в сталелитейном цехе. По окончании курсов комбайнёров в Верхнеуральске (1936) был помощником бригадира.
В Красной Армии с июля 1941 года, в действующей армии — с ноября 1941. Член ВКП(б)/КПСС с 1943 года.
Командир орудия 227-го артиллерийского полка (70-я стрелковая дивизия, 43-я армия, 3-й Белорусский фронт) сержант Сергей Зернин в боях за Кёнигсберг (ныне Калининград) с расчётом своего орудия 5−9 апреля 1945 года уничтожил 3 орудия, 4 станковых и ручных пулемёта с расчётами, 2 наблюдательных пункта, 2 автомашины с военным грузом, до двух рот вражеской пехоты, чем способствовал успешному продвижению стрелковых подразделений. 9 апреля противник контратаковал позиции артиллеристов. Расчёт орудия вышел из строя, а командир был ранен, но не покинул поля боя. Став у орудия, вёл огонь, пока контратака не была отражена.
После войны был демобилизован, вернулся на родину и жил в деревне Крыжановка. Работал егерем, избирался председателем сельсовета, был парторгом отделения совхоза «Кундравинский».
Умер 18 января 1989 года, похоронен в деревне Крыжановка Чебаркульского района Челябинской области.

## Награды
- Звание Героя Советского Союза присвоено 19 апреля 1945 года.
- Награждён орденом Ленина, Отечественной войны 1-й степени и медалями, среди которых «За отвагу» и «За оборону Москвы».

## Память
- Имя С. М. Зернина присвоено средней общеобразовательной школе села Кундравы Чебаркульского района. Оно увековечено на плите мемориального комплекса в городе Чебаркуль.
- Мемориальная доска герою установлена на мемориальном комплексе славы в городе Златоуст Челябинской области.
- В ГБОУ Школа № 2065 г. Москвы имеется музей 70-й ордена Суворова II степени Верхнеднепровской стрелковой дивизии, в которой служил Сергей Матвеевич. В музее есть информация о герое.

Мемориальная доска в городе Златоуст Челябинской области